# Testine disabitate
Testine disabitate è il sesto album in studio -ed il settimo in ordine cronologico- pubblicato da Francesco Salvi, nel 1995.

La copertina dell'album è disegnata da Silver

## Tracce
Testi e musiche di Francesco Salvi.
1. Banana man
2. Scemo tu, scemo tuo fratello
3. Mister sabato sera
4. Piero e il presidente
5. Teknopino
6. Uomini disperati (cantata in duetto con Drupi)
7. Gino Gino tondo
8. Alli galli del pollaio
9. Io sono un beat
10. Flying Christmas

## Formazione
- Francesco Salvi - voce
- Edoardo Ciceri - tastiera, programmazione
- Massimo Varini - chitarra
- Mario Neri - tastiera, cori
- Sandro Scala - tastiera, programmazione
- Miriam Capelli, Serenella Occhipinti, Barbara Tarozzi, Gianni Neri - cori